# الصندوق الإستراتيجي الإيطالي
 تأسست (CDP Equity) ، المعروفة باسم فوندو ستراتيجيكو أيطاليانو ( الصندوق الاستراتيجي الإيطالي ) ، في أواخر يوليو 2011 كصندوق ثروة سيادي .

## روابط خارجية
- الموقع الرسمي
 باللغة الإيطالية